# 아사미 유마
아사미 유마(일본어: 麻美ゆま, 1987년 3월 24일~)는 일본의 배우, 가수, 전직 성인 비디오 여배우다. 2005년 성인 비디오 업계에 데뷔한 이후 앨리스 JAPAN과 S1 NO.1 STYLE에서 활동했고, 모두 200편에 가까운 작품을 촬영했다. 데뷔 직후부터 인기를 얻기 시작했으며, 작품 매출과 대여 순위에서 자주 상위권에 오르며 유명 AV 배우가 되었다. 키는 158 cm, 쓰리사이즈는 96 - 58 - 88 cm이다.
개인 수상에서 2006 무디즈연말대감사제에서는 최우수여배우상을 받았고, 2009 AV 그랑프리에서 5개 부문의 작품상을 휩쓸며 AV 배우로서 많은 상을 받았다. 또 1년에 20편 내외의 작품을 촬영하면서도 아이돌 가수, 영화, 드라마, 그라비아, 광고, 모델 등 다방면으로 활동해왔다.
2013년 1월 복통으로 병원을 방문하던 중 난소암으로 의심되는 종양을 발견했고, 경계성종양 3단계 판정을 받고 2월 25일 난소와 자궁을 제거하는 수술을 받아 불임이 되었다. 종양은 위와 직장에도 일부가 퍼졌으나, 전이된 장기를 모두 제거하지 않고 항암치료를 통한 방법으로 치료했다. 병세에서 회복한 이후에 인생을 다시 시작한다는 의미를 가진 단어 "Re Start"를 내세워 자신의 전기와 암 투병생활을 담은 자서전 《Re Start ~언제라도 자신을 믿어~》를 발간하고, 이듬해 두번째 싱글인 〈Re Start ~내일로~〉를 발표했다. 투병 기간 동안 암에 대한 편견을 가진 사람들이 많다는 것을 깨닫고 강연 활동을 해오고있으며, 암 질환을 알리는 활동을 하는 비영리단체에서 기획한 자선공연에도 참여하며 일본의 젊은층에게 암을 계몽시키는데에 앞장서고 있다.
2015년 5월 20일 본인의 두 번째 싱글 발표회에서 AV 배우 은퇴를 선언했다. 이 날 발표했던 곡은 본인이 처음으로 직접 작사, 작곡에 참여한 것으로, 싱글 음원은 오리콘 차트 주간 순위 38위에 올라 2주간 순위권을 유지했다. 현재 연예 기획사 겸 AV 사무소인 알뤼르에 소속되어 활동하고 있다.

## 생애와 경력

### 데뷔 이전: 1987년~2005년
아사미 유마는 1987년 3월 24일 군마현 다카사키시에서 태어났다. 5인 가족으로, 부모님 및 형제로는 언니, 오빠가 있었다. 부모님은 그녀가 태어나기 전부터 필리핀 펍을 경영해 오고 있었는데, 펍은 가정집을 겸하고 있었으며, 가족들은 2층에서 생활하고 1층을 술집으로 사용했다. 부모님의 가게는 일본 최초의 필리핀 펍으로 언론 매체에도 소개되었으며, 다카사키 시에서 총 네 곳을 운영했다. 그녀는 개점하기 전에 가게에 설비되어 있는 노래방 기계로 노래를 부르는 것을 좋아했고, 나중엔 가수가 되겠다는 꿈을 꾸기도 했다. 당시에는 우타다 히카루와 모닝구 무스메를 동경했고, 모닝구 무스메의 오디션에는 몇 번 응모해 보기도 했다.
중학생 시절 친구와 캐나다에서 홈스테이를 한 경험이 있으며, 이후로 유학을 간절히 원해 유학을 목적으로 고등학교에 추천입학한다. 하지만 평소 관심이 있던 영어를 제외하고는 전혀 관심이 없어 낙제를 받았고, 학교생활보다 아르바이트를 하며 유학자금을 모으는 데에 더 신경썼다. 결국 입학 후 반 년 뒤 유급 경고를 받았다. 사립 학교에 진학했기 때문에 수업료가 비쌌으나, 그 무렵 부모님은 이미 펍을 정리한 상태였다. 이러한 상황에 유급으로 인해 학교를 더욱 길게 다녀야 했기에 학교를 그만두게 되었다.
학교 중퇴 후, 먼저 도쿄로 상경한 언니의 소개를 받아 한 소속사에 들어가게 된다. 소속사에서 활동할 때 사용했던 예명은 아소 유마(麻生由真)였다. 이 시절에는 악수회나 아이돌 프로그램 출연했고, 번뇌걸즈라는 걸 그룹에 들어간 적도 있다. 그녀는 곧 도쿄 생활에서 회의를 느껴 일을 그만두겠다고 소속사 사장에게 전했으나, 계약 문제 등을 이유로 거부당했으며 되려 AV 여배우 일을 소개받았다.

### 데뷔와 배우 생활: 2006년~2008년
그녀는 평소 AV를 부정적인 시선으로 보고 있었지만, 어머니는 류머티스 관절염을 갖고도 일을 계속 하고 있었고 아버지는 펍으로 빚을 진 상태였기 때문에, 가족을 부양하기 위해 20세가 될 때까지만 활동할 생각으로 AV 데뷔를 승낙했다. 데뷔는 18살이었던 2005년 10월에 이루어졌으며, 이때부터 현재의 예명인 아사미 유마를 사용하기 시작했다. 전속 계약을 맺은 곳은 앨리스 JAPAN과 S1 NO.1 STYLE이라는 대형 AV 스튜디오 두 곳이었고, 두 제작사에서 한 달에 한 작품씩 매달 두 편 정도를 촬영했다. 앨리스 JAPAN에서는 사카모토 유지 감독과, S1에서는 아키 히데토 감독과 함께 많은 작품을 냈다. 그녀는 데뷔 직후 DVD 매출 부문에서 1위를 차지하는 등 우위를 보였고, 단숨에 인기 여배우 반열에 올랐다. AV를 촬영하면서 이미지 비디오 (IV)를 몇 작품 촬영하기도 했다.
그녀는 데뷔 이듬해부터 다방면으로 활동했다. 영화 배우로서의 데뷔는 소프트코어 포르노 영화인 《닌자 쉬 데블》의 주인공을 맡은 것으로 시작했다. 영화는 비디오로 2006년 GP 뮤지엄 소프트를 통해 발매되었다. 2년 뒤인 2008년 5월 개봉한 《요녀전설 세이렌 X》는 출연한 영화로서는 처음으로 극장에서 개봉되었고, AV 여배우 히다카 유리아와 함께 주연을 맡았다. 극중에서 그녀는 아름다운 미모로 남자 손님들을 유혹해 목숨을 앗아가는 신비한 여관 여주인을 연기했다. 영화는 전국 개봉에 앞서 2008년 4월 오사카에서 먼저 개봉되었으며, 반년 뒤인 10월에 DVD가 발매되었다.
드라마에도 출연했다. 처음 배역을 맡은 드라마는 《시모키타 GLORY DAYS》였고, 가수 겸 배우 스기모토 아야와 AV 배우 아오이 소라, 호노카가 함께 출연했다. 이 작품은 2006년 4월부터 TV 도쿄를 통해 12주간 방송되었다. 이듬해인 2007년에 TV 아사히에서 방송되었던 성인 드라마 《신주쿠 스완》에도 출연했다.
두 편의 게임에도 출연했다. 하나는 2006년 발매된 플레이스테이션 2 게임 《용과 같이2》다. 게임에는 그녀를 모델로 한 캬바레 클럽 여종업원이 등장하며, 그 캐릭터의 목소리를 더빙했다. 나머지 하나는 2008년 발매된 《아이돌과 야구권DX》(PSP/DVD-PG)이며, 사쿠라이 아미와 코니시 나나와 함께 출연했다.

### 에비스 마스캇츠: 2008년~2012년

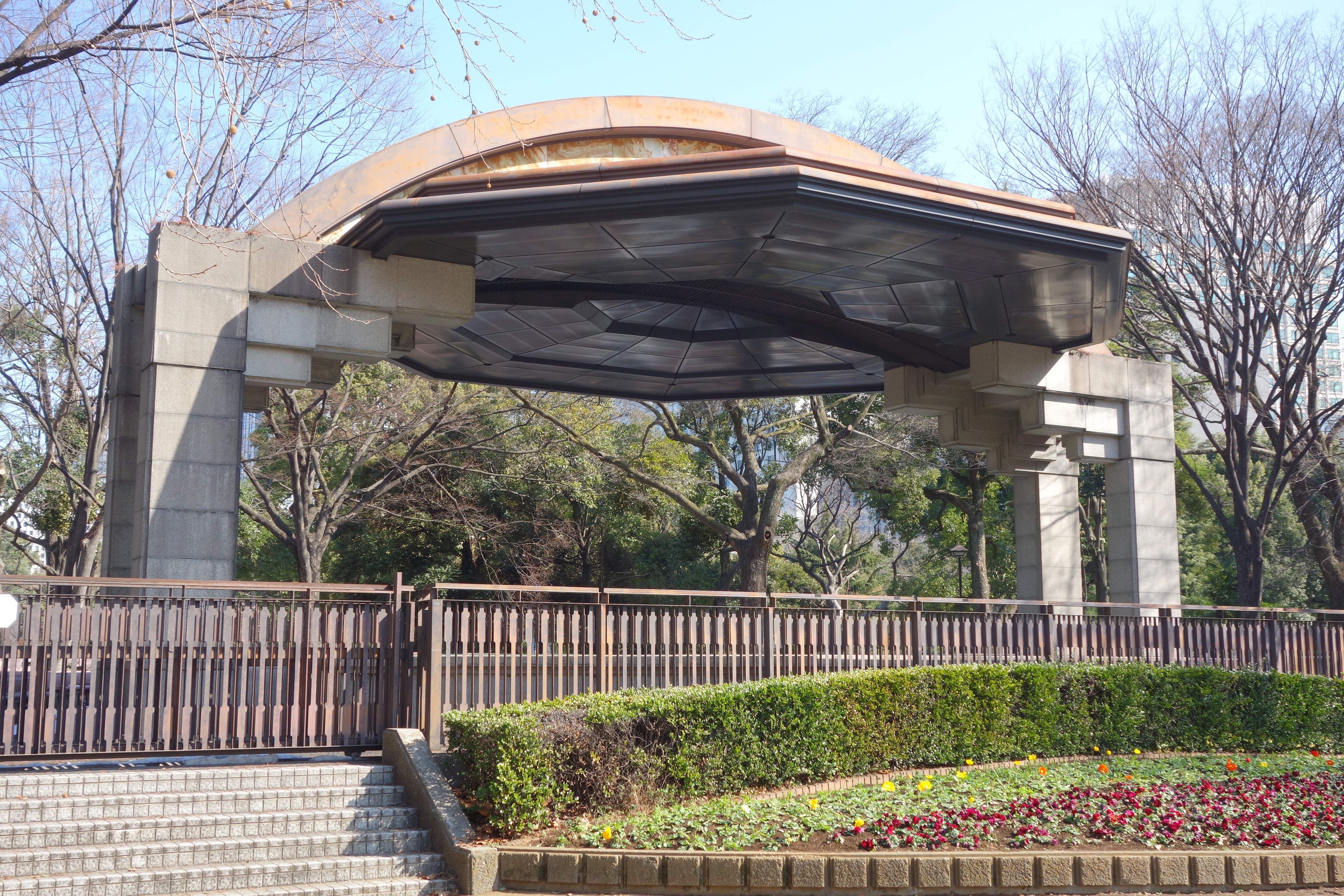
에비스 마스캇츠의 첫 콘서트 투어 〈전국 CAMP〉의 마지막 투어 장소인 히비야 야외음악당의 공연장 모습이다.
〈그래! 모두 함께 야온(野音, 야외음악당)에 가자〉라는 이름으로 2011년 7월 2일에 공연해, 라이브 공연 영상이 그해 12월 7일 유니버설 뮤직을 통해 DVD로 발매되었다. 아사미 유마는 에비스 마스캇츠에서 20회 이상의 콘서트에 참여했다.

아사미 유마는 처음 데뷔했을 때 스무살 무렵까지만 활동할 계획이었기 때문에, 이 무렵 은퇴를 고민하고 있었다. 한편 동 시기의 AV 사무소들은 소속 여배우들의 음반을 제작 및 유통하는 기획을 하고있었고, 그 일환으로 다른 여배우들처럼 그녀 역시 앨범을 발매하게 되었다. 앨범은 《Resolution》이란 이름으로 2008년 1월 23일에 발매되었고, 사진과 비디오의 메이킹영상, 뮤직비디오가 들어있는 보너스 DVD가 들어있다.
2008년 4월 7일에 출연한 《오네가이! 마스캇토》는 은퇴 계획을 변경하는 계기가 되었는데, 프로그램은 AV 배우와 그라비아 아이돌들이 출연했고 방송 기간은 반년으로 계획되어 있었다. 이내 출연진들로 구성된 걸 그룹 에비스 마스캇츠가 탄생해, 적어도 그룹이 해체되기 전에 은퇴하는 것은 안된다고 생각했다. 그런데 방송은 시리즈로 이어져 새로운 멤버들이 들어왔고, 그룹은 5년간 지속되었다. 그래서 5년간 AV 활동을 더 하게 되었다. 한편 2009년 10월 TV 도쿄에서 방영된 드라마 《양왕 Virgin》에도 출연했다.
2010년 2월, 마스캇츠의 첫 번째 싱글이 나오고, 2010년 4월부터는 아오이 소라 대신에 새 리더로서 그룹을 이끌게된다. 이 프로그램의 장르는 처음엔 버라이어티로 시작한 것이나, 이때부터 지속적인 싱글 발표와 콘서트가 이어지며 본격적인 걸 그룹으로서 활동을 시작했다. 그녀는 그룹에서 〈에비스 로타리 자매〉와 〈헤라클레스〉라는 유닛으로 활동했다. 마스캇츠에서 2011년부터 매년 2회씩 진행된 투어에 참여했고, 아시아 시장 공략을 위한 홍콩과 싱가포르 투어에도 참여했다. 이 그룹에서 2012년 3월까지 2년간 리더를 맡았고, 임기가 끝난 이후에도 활동을 계속 이어가 이듬해의 마지막 콘서트까지 참여했다.
AV 여배우로서도 꾸준한 활동을 했는데, 그 중 특기할 만한 작품으로는 2010년 6월 발매된 업계 최초의 3D 작품이 있다. 총 두 편이 계획되어, 그 중 한 편에 캐스팅되었다. 작품은 S1에서 제작되어 《3D×아사미 유마》라는 이름으로 출시되었다. 한편, 두 편의 3D 비디오들은 소니와 파나소닉의 3D 텔레비전 공개 시기와 맞물리게 발매되었고, 작품 판매를 통한 TV판매량의 증가를 기대했다.
나가이 가후의 소설이 원작인 1973년 영화 《은밀한 게이샤의 세계》을 새롭게 해석한 영화 《신샤쿠: 요조한 후스마노 우라바리》에도 캐스팅되었다. 전 AV 여배우였던 아이조메 쿄코가 감독한 핑크 영화이며, 2010년 10월 2일 개봉했고 DVD로 2011년 1월에 발매되었다. 이후 신토호 영화에서 아이조메 쿄코 감독과 두 편의 핑크 영화를 더 촬영했는데, 하나는 2011년 6월에 개봉된 《감각의 제국 파이널》이며, 주인공 아베 사다역을 맡았다. 나머지 하나는 단 오니로쿠의 소설을 원작으로 한 《온천장의 은밀한 정사》이며, 2012년 12월에 개봉되었다. 에로틱 시대극인 《프린세스 사쿠라》에 출연하기도 했다. 영화의 원작은 사쿠라히메아즈마분쇼라는 가부키의 대표작품이며, 2013년 6월에 개봉했다.

### 종양 수술: 2013년
아사미 유마는 2012년 연말부터 오랫동안 속이 불편한 느낌을 받았다. 정장제를 복용해도 증세가 호전되지 않았고, 2013년 1월, AV 촬영 현장에서 감독들에게 병원에 가보라는 조언을 들었다. 이날 촬영은 AV 배우로서 마지막 촬영이 되었다. 다음날 병원에서 진찰받았으며, 초기에 의사는 자궁내막증을 의심했다. 첫 검사 결과는 2월 1일에 나왔고, 난소암이 의심되며, 치료를 위해선 자궁을 전부 제거한 후에 항암치료를 받아야한다고 진단했다. 결과가 나온 날은 마스캇츠의 마지막 싱글 자켓을 촬영하는 날이기도 했는데, 이 때 자신이 빠지면 안된다는 생각에 촬영장으로 떠났다. 이후 자신이 하던 모든 일을 휴업했다. 그녀는 4월 7일에 예정된 마지막 콘서트에 참여하고 싶어 여러 병원에서 수술 일정을 조회했고, 우연히 처음 진단 받은 곳에서 수술 일정을 빨리 받을 수 있게 되었다.
수술 날짜는 2월 25일이었다. 종양은 위와 대장에도 조금 퍼져있었는데, 가급적 인공 항문을 다는 것을 피하고 싶어 이는 화학요법으로서 해결하려했다. 수술을 마치고 1주일 뒤 병리학적 검사를 통해 경계성종양임을 확정했다. 경계성종양도 암처럼 단계가 있으며 총 4단계로 구분하는데, 그녀는 "3 b"단계로 상당히 병세가 진행된 상태였다.

그녀는 콘서트에 참여하기 위해 의사를 설득했고, 현장에 의사가 동행한다는 조건으로 허락을 받았다. 3월 21일에 첫번째 항암치료를 시행했고, 치료는 콘서트 일정을 염두에 두고 진행되었다. 리허설에도 참여했는데, 아오이 소라를 제외한 나머지 멤버들은 투병 사실을 몰랐다. 4월 7일, 콘서트 장소인 마이하마 엠퍼시어터에서 3개월만에 대중 앞에 모습을 나타내 5시간에 달하는 라이브 공연을 마쳤다.

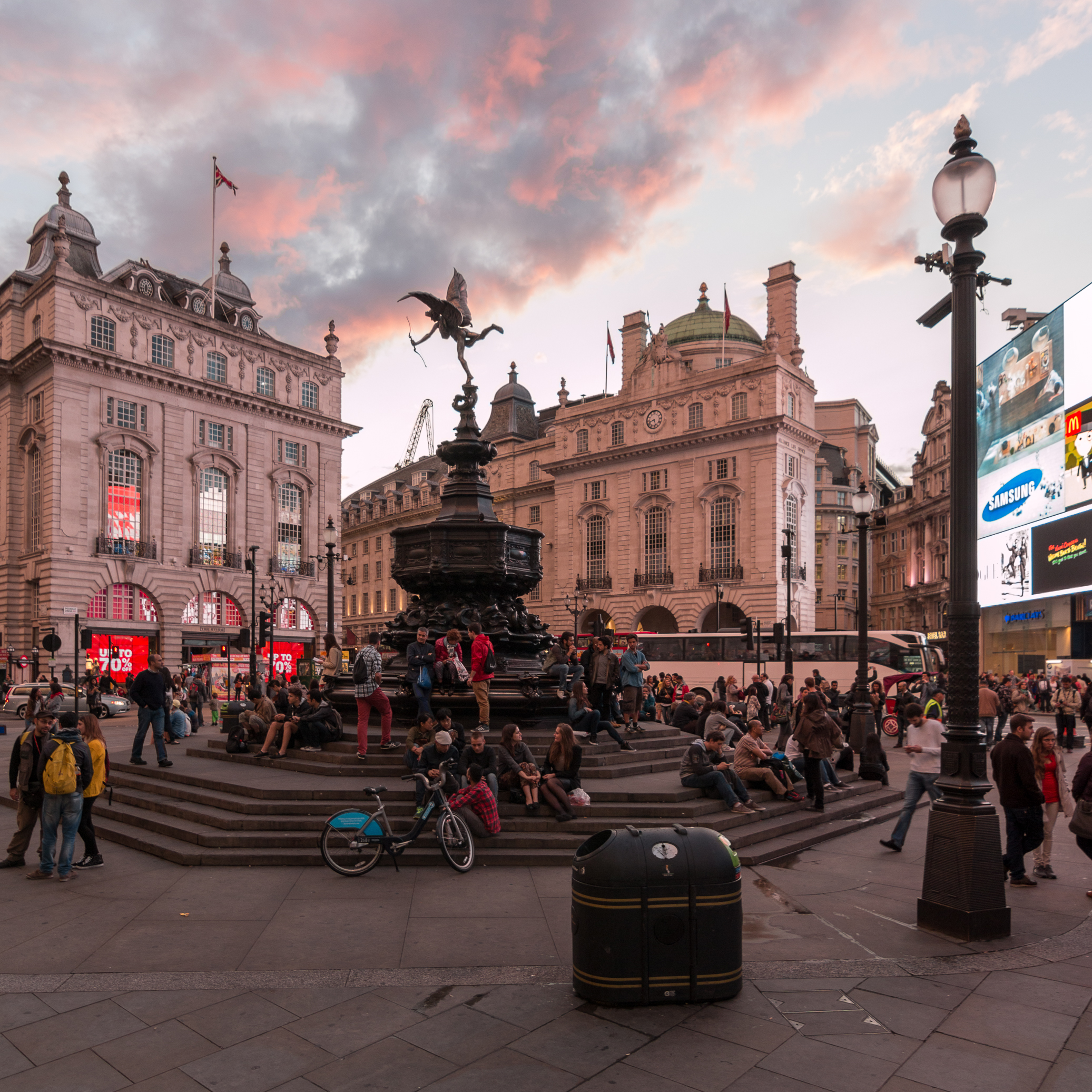
피카딜리서커스의 모습. 아사미 유마가 처음으로 작사, 작곡에 참여한 〈Re Start ~내일로~〉의 뮤직비디오 촬영장소였다. 여기서 길거리 라이브 공연을 했다.

2013년 6월, 트위터 계정을 통해 투병 사실을 알렸고, 동시에 도쿄 스포츠와 인터뷰를 가졌다.
수술 후 대중앞에 처음 나선 것은 10월 5일으로, 소아암을 포함한 암 질환 계발을 목적으로 열린 콘서트 "록 비트 캔서"였다. 12월경 비영리 단체 '캔서 넷 재팬'의 소개로 첫 강연회를 가졌으며, 주제는 "편견"이었다. 이날 병을 고백한 뒤 인터넷상으로 "섹스를 너무 많이 해서 난소암에 걸렸다.", "섹스해서 걸린 병이니 자업자득이다."와 같은 근거없는 말들을 들어왔던 것을 이야기했다.

### Re Start, 새로운 시작: 2014년~현재
2014년 5월 8일 《Re Start ~언제라도 자신을 믿어~》라는 제목의 자서전을 펴냈다. 자서전 제목에 쓰인 "Re Start"는 AV 활동 경험, 투병 사실과 같은 과거의 일들을 모두 받아들인 채, 새롭게 인생을 출발하고 싶다는 의미다. 자서전 발매 후 1년이 지난 2015년 5월 20일, 7년만에 자신의 두 번째 싱글 〈Re Start ~내일로~〉를 발표했다. 같은 날, 아키하바라에서 앨범 발매기념 행사가 열렸고, 그녀는 지금 본격적으로 가수로 데뷔한 것이라고 생각하며, AV 배우로서는 이제 은퇴한다고 밝혔다. 아티스트로서의 향후 목표를 묻는 질문에, 솔로 라이브를 하고 싶고 기타 외의 악기에도 도전해보고 싶다고 답했다. 또 혼자서도 파워풀하고 리듬감 있는 음악을 작곡할 수 있었으면 한다고 말했다.
일본의 AV 출신 여배우중에서 연예계에서 성공한 사람은 이지마 아이 등 일부를 제외하고 극소수이기에, 아사미 유마의 다른 분야로의 진출 성공 가능성을 묻는 질문에 한 연예 기자와 기획사 관계자는 이렇게 평했다. 기자는 "노래든 버라이어티든, 그녀의 팬들은 AV 때의 팬들이 대부분이다. 이지마 아이는 그걸 극복하는 데 성공했지만, 그녀가 다른 장르에서 활약하는 것은 기대하기 힘들 것이다."라고 혹평했다. 기획사 관계자는 "일본 연예계에서 살아남기 위해서는 소속사의 힘이 매우 큰데, 그녀의 소속사는 AV 여배우를 전문적으로 다룬다고 생각한다. 과거 이지마 아이가 그만한 성공을 거둔 것은, 그녀가 와타나베 엔터테인먼트라는 거대 기획사에 소속되어있기 때문이었다. 지금 소속사에서는 어렵지 않을까 생각한다."고 평가했다.
2017년 1월 18일 포니캐년을 통해 미니 앨범 《SCAR LIGHT EP》를 발매했으며, 이 작품은 음반 차트에서 74위를 기록했다.

## 성과
아사미 유마는 데뷔 직후 일본의 유명 AV 배우가 되었고, 작품은 DVD 판매량과 대여 횟수가 자주 상위권에 위치했다. 일본의 대표적인 성인 비디오 유통업체 중 하나인 DMM.com에서는 매년 판매량을 기준으로 1위부터 100위까지 여배우들의 순위를 매기는데, 이 순위표에서 2006년과 2007년에 1위에 올랐다.
다음과 같은 부문에서도 많은 상을 받았다. 2006년에는 무디즈연말대감사제에서 최우수여배우 상을, 2007년엔 11명의 S1에서 소속 여배우들과 함께 촬영한 《하이퍼 아슬아슬 모자이크: 특수 목욕탕 츠바키》가 AV OPEN에서 1위를 차지했으며, 2008 성인방송대상에서 위성 방송사인 스카파!로부터 최다출연상을 수상하기도 했다. 2008년 11월 AV 배우 Rio와 함께 출연한 《두배로 아슬아슬 모자이크: Rio와 유마》는 2009 AV 그랑프리에서 대상, 판매매출상, 패키지 디자인상, 판매업체상, 최우수 여배우 부문상에서 다른 후보들을 제치고 수상의 영예를 안았다. 2012년 DMM.com은 일본의 성인 비디오 탄생 30주년을 기념하여 소비자들을 대상으로 역대 최고의 AV 여배우 100명을 선정하는 투표를 실시했고, 여기서 2위를 차지했다. 같은해 1월 18일, 앨리스 JAPAN 소속 여배우만을 대상으로 한 앨리스 JAPAN 프런트 컴퍼런스에서 베스트액트리스상을 수상했다. 2014년 4월 24일, DMM성인상에서 특별상을 받았다.

## 개인사

### 가족사
아사미 유마는 어머니가 재혼하면서 생긴 10살 차이가 나는 언니와 7살 차이가 나는 오빠가 있었다. 아버지는 막내였던 그녀를 귀여워 한 반면 친자식들에게는 냉정했는데, 특히 오빠에 대한 태도가 심했고, 아버지에게 폭력을 당하는 경우도 있었다. 아버지의 태도로 오빠는 점점 히키코모리로 변해갔으며, 2004년 2월 "사는 것이 지친다."라는 말을 남긴 채 자택 맨션에서 23세의 나이로 자살했다.

### 기시단
그녀는 평소 기시단의 열렬한 팬으로 알려져 있으며, 에비스 마스캇츠에서 활동하는 동안 여러번 인연이 닿은적이 있다. 2011년 9월 15일 기시단과 에비스 마스캇츠는 도쿄 시부야의 SHIBUYA-AX에서 합동 콘서트인 "극동 로큰롤 하이 스쿨"을 진행했고, 한달 뒤 마스캇츠 멤버들은 기시단의 아야노코지 쇼가 작곡한 〈롯폰폰☆판타지〉의 작사에 참여해 이 곡을 마스캇츠의 싱글로 발표했다. 합동 콘서트 이후, 아야노코지 쇼의 〈Spiderman〉은 마스캇츠의 콘서트 투어에서도 종종 등장했으며, 그녀가 무리의 정중앙에서 스파이더맨 복면을 쓴 채 춤을 추고 있는 장면이 《오네다리 마스캇토SP!》를 통해 소개되었다.
투병 이후 "진심으로 응원한다, 힘내라 아사미 유마!"라는 주제로 방송된 BS 스카파!의 《BAZOOKA!!》에서, 프로그램의 마지막에 기시단이 응원차 공연을 해주었고, 두 번째 솔로 앨범을 발표했던 현장에도 아야노코지 쇼가 깜짝 방문해 그녀가 눈물을 흘리기도 했다.

## 음반 목록

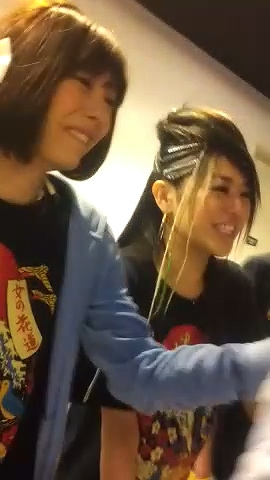
2013년 4월 7일, 에비스 마스캇츠의 마지막 콘서트 "여자의 꽃길"이 끝난 뒤, 악수회에서 팬들과 인사하고있다.
오른쪽 인물은 아오이 소라.

아사미 유마는 에비스 마스캇츠에서 활동하던 시절 발매되었던 모든 싱글과 앨범에 참여했고, 모두 싱글 9곡과 앨범 2장이었다.
마지막 싱글인 〈ABAYO〉는 CD 제작에는 참여했으나, 수술 문제로 다른 멤버들과는 불러보지 못하다가 마지막 라이브 콘서트였던 여자의 꽃길에서 처음이자 마지막으로 함께 불러보게 되었다. AV 데뷔 전에 소속되어 있던 번뇌 걸즈에서도 싱글 하나가 발매되었으며, 곡은 1982년에 발매된 사카모토 류이치와 이마와노 기요시로의 노래였던 〈금·지·된 루즈 매직〉의 리메이크 곡이다. 솔로로는 2008년 처음 데뷔했고, 그녀의 자전적인 성향을 지닌 두 번째 싱글은 2015년에 발매되었다.
아래는 아사미 유마 이름으로 발매된 것들이다:
- 앨범
  - 《Resolution》
  - 《SCAR LIGHT EP》
- 싱글
  - 〈Resolution〉
  - 〈Re Start ~내일로~〉 (Re Start～明日へ～)

## 출판물
책
아래는 아사미 유마의 저서이다:
- 《여자 아이가 정말로 바라는 섹스》(女のコが本当にしてほしいセックス) 2009년 3월 19일, KK베스트셀러즈 ISBN 9784584122228
- 《Ki-Mo-Chi-i-i》 2009년 3월 23일, 도쿠마 쇼텐 ISBN 4198627002
- 《Re Start ~언제라도 자신을 믿어~》(Re Start ~どんな時も自分を信じて~) 2014년 5월 6일, 고단샤 ISBN 9784062185486

사진집
- 《ASA‐YUMA》 2005년 12월, 후타바샤 (촬영: 타카하시 쇼켄) ISBN 9784575298697
- 《러브파라》 (らぶぱら) 2006년 4월, 다케쇼보 (촬영: 시노하라 키요시) ISBN 9784812427088
- 《MY GIRL (TOEN MOOK NO.21)》 2007년 2월, 토엔쇼보 ISBN 9784807843657
- 《유마니즘》 (ユーマニズム) 2007년 9월, LEED샤 (촬영: 군지 다이치) ISBN 9784845833276
- 《YUMA-chin》 2011년 4월 6일, 후타바샤 (촬영: 시노하라 키요시) ISBN 9784575303070
- 《유망치》(ゆまんち。) 2013년 2월 21일, 도쿠마 쇼텐 ISBN 9784198635541

잡지 연재
- 《주간 타이슈》(週刊大衆, 후타바샤) 2009년 6월부터 연재중

## 같이 보기
| 관련 문서 - AV OPEN - AV 그랑프리 - DMM성인상 - S1 NO.1 STYLE - 난소암 - 번뇌 걸즈 - 성인 비디오 / 배우 - 스카파! 성인방송대상 - 앨리스 JAPAN - 에비스 마스캇츠 | 관련 인물 - 아오이 소라 - 요시자와 아키호 - 이지마 아이 - 키시 아이노 |  |

### 참조
1. 1 2  아사미 2014, 2쪽.
2. 1 2 3  “2005年年間 AV女優ランキング1〜20位 - アダルトDVD通販” (일본어). DMM.com. 2011년 8월 10일에 원본 문서에서 보존된 문서. 2015년 7월 7일에 확인함.
3. 1 2  “2006年年間 AV女優ランキング1〜20位 - アダルトDVD通販” (일본어). DMM.com. 2011년 8월 16일에 원본 문서에서 보존된 문서. 2015년 7월 7일에 확인함.
4. 1 2  “DMMアダルト DVDレンタル [2007年 年間 女優ランキング]” (일본어). DMM.com. 2008년 1월 17일에 원본 문서에서 보존된 문서. 2015년 7월 7일에 확인함.
5. ↑  “麻美ゆま公式 OFFICIAL WEB SITE” (일본어). 2015년 7월 4일에 원본 문서에서 보존된 문서. 2015년 7월 4일에 확인함.
6. 1 2  “今年を代表する女優がズラリ！MOODYZ大感謝祭2006” (일본어). All About. 2012년 7월 17일에 원본 문서에서 보존된 문서. 2015년 7월 8일에 확인함.
7. ↑  “AVGP2009 AVグランプリ2009 結果発表” (일본어). AVGP2009. 2009년 2월 23일에 원본 문서에서 보존된 문서. 2015년 7월 5일에 확인함.
8. 1 2 3 4  “麻美ゆま 週刊プレイボーイ” (일본어). 슈에이샤. 2013년 11월 11일에 원본 문서에서 보존된 문서. 2015년 7월 6일에 확인함.
9. 1 2 3 4  “「子宮全摘出」麻美ゆま涙の独占告白” (일본어). 도쿄 스포츠. 2015년 3월 21일에 원본 문서에서 보존된 문서. 2015년 7월 6일에 확인함.
10. ↑  “AV actress Yuma Asami battles ovarian cancer” (영어). 도쿄 리포터. 2015년 4월 29일에 원본 문서에서 보존된 문서. 2015년 7월 6일에 확인함.
11. 1 2  “麻美ゆま「生まれ変わるのではなく“再出発”」　新曲への思いを語る” (일본어). 크랭크 인!. 2015년 7월 6일에 원본 문서에서 보존된 문서. 2015년 7월 6일에 확인함.
12. 1 2  “Re Start ~どんな時も自分を信じて~” (일본어). 아마존. 2015년 7월 6일에 원본 문서에서 보존된 문서. 2015년 7월 6일에 확인함.
13. ↑  “麻美ゆま連載19: 今後の「麻美ゆま」の活動って…” (일본어). 도쿄 스포츠. 2015년 4월 21일에 원본 문서에서 보존된 문서. 2015년 7월 8일에 확인함.
14. 1 2 3  “麻美ゆま連載18: 腹立たしかった偏見による誹謗中傷” (일본어). 도쿄 스포츠. 2015년 4월 21일에 원본 문서에서 보존된 문서. 2015년 7월 8일에 확인함.
15. ↑  “タレント 麻美ゆまさん 境界悪性腫瘍の治療を終えて出演, 小児がん・AYA世代のがん疾患啓発ロック・チャリティー・ライブ　全出演者ラインナップが確定” (일본어). PR TIMES. 2013년 10월 18일에 원본 문서에서 보존된 문서. 2015년 7월 8일에 확인함.
16. ↑  “Rock Beats Cancer FES Vol.3 supported by Lilly Oncology: LINE UP アーティスト情報” (일본어). CNJ. 2014년 4월 15일에 원본 문서에서 보존된 문서. 2015년 7월 8일에 확인함.
17. ↑  “麻美ゆま, 綾小路翔からのメッセージに "生きていてよかった" と感涙” (일본어). マイナビニュース. 2015년 7월 8일에 원본 문서에서 보존된 문서. 2015년 7월 8일에 확인함.
18. ↑  “麻美ゆま Re Start～明日へ～ 歌詞” (일본어). J-Lyric. 2015년 7월 6일에 원본 문서에서 보존된 문서. 2015년 7월 6일에 확인함.
19. ↑  “Re Start ～明日へ～ 麻美ゆま ORICON STYLE” (일본어). 오리콘. 2015년 7월 6일에 원본 문서에서 보존된 문서. 2015년 7월 6일에 확인함.
20. ↑  “アダルト・音楽・芸能すべてをプロデュース出来る総合プロダクションのアリュール” (일본어). 알뤼르. 2015년 5월 31일에 원본 문서에서 보존된 문서. 2015년 7월 8일에 확인함.
21. 1 2  “麻美ゆま連載９: 小学校でのアダ名は「妖怪」そのワケは…” (일본어). 도쿄 스포츠. 2015년 7월 8일에 원본 문서에서 보존된 문서. 2015년 7월 8일에 확인함.
22. ↑  “麻美ゆま、ここからがリスタート！本格歌手デビューで「もう一度チャンスをつかみたい」” (일본어). Otapol. 2015년 7월 6일에 원본 문서에서 보존된 문서. 2015년 7월 6일에 확인함.
23. ↑  “麻美ゆま連載9: 恋愛, 留年危機…退学して東京へ” (일본어). 도쿄 스포츠. 2015년 7월 8일에 원본 문서에서 보존된 문서. 2015년 7월 8일에 확인함.
24. 1 2  “麻美ゆま連載12: 事務所の社長が突然「ＡＶやったら」” (일본어). 도쿄 스포츠. 2015년 7월 8일에 원본 문서에서 보존된 문서. 2015년 7월 8일에 확인함.
25. ↑  “麻美ゆま連載13: ＡＶ出演を母に相談してみると…” (일본어). 도쿄 스포츠. 2015년 7월 8일에 원본 문서에서 보존된 문서. 2015년 7월 8일에 확인함.
26. ↑  “2005” (일본어). AV 연구소. 2007년 3월 23일에 원본 문서에서 보존된 문서. 2015년 7월 4일에 확인함.
27. ↑  아사미 유마 (2015년 10월 28일). “麻美ゆま on Twitter” (일본어). 트위터. 2015년 10월 30일에 원본 문서에서 보존된 문서. 2015년 10월 30일에 확인함.
28. ↑  “アリスJAPAN公式サイト” (일본어). 앨리스 JAPAN. 2015년 6월 11일에 원본 문서에서 보존된 문서. 2015년 7월 4일에 확인함.
29. ↑  “AV女優情報：麻美ゆま %7C S1/エスワン ナンバーワンスタイル OfficialSite” (일본어). S1 NO.1 STYLE. 2015년 7월 4일에 원본 문서에서 보존된 문서. 2015년 7월 4일에 확인함.
30. ↑  “麻美ゆま連載14: モザイクの薄さに「マジか！」とビックリ” (일본어). 도쿄 스포츠. 2015년 4월 4일에 원본 문서에서 보존된 문서. 2015년 7월 19일에 확인함.
31. ↑  “Crazyidol DVD Sexy Japanese Idol Girls” (영어). Crazyidol.net]. 2015년 7월 5일에 원본 문서에서 보존된 문서. 2015년 7월 5일에 확인함.
32. ↑  “Ninja She Devil (2009) - Rotten Tomatoes” (영어). 로튼 토마토. 2015년 7월 5일에 원본 문서에서 보존된 문서. 2015년 7월 5일에 확인함.
33. ↑  “Kunoichi (Video 2009) - IMDb” (영어). IMDb. 2016년 3월 25일에 원본 문서에서 보존된 문서. 2015년 7월 5일에 확인함.
34. ↑  “セイレーンX” (일본어). 타케쇼보. 2008년 5월 10일에 원본 문서에서 보존된 문서. 2015년 7월 5일에 확인함.
35. ↑  “セイレーンX” (일본어). 타케쇼보. 2008년 5월 13일에 원본 문서에서 보존된 문서. 2015년 7월 5일에 확인함.
36. ↑  “CDJapan: Yojo Densetsu Seiren X - Masho no Yuwaku  Japanese Movie DVD” (일본어). Cdjapan.co.jp. 2015년 4월 3일에 원본 문서에서 보존된 문서. 2015년 7월 5일에 확인함.
37. ↑  “下北GLORY DAYS：テレビ東京” (일본어). TV 도쿄. 2006년 4월 14일에 원본 문서에서 보존된 문서. 2015년 7월 5일에 확인함.
38. ↑  “Shimokita Glory Days (TV Series 2006– ) - IMDb” (영어). IMDb. 2015년 7월 5일에 원본 문서에서 보존된 문서. 2015년 7월 5일에 확인함.
39. ↑  “Shimokita GLORY DAYS [下北GLORY DAYS] :: jdorama.com” (영어). Jdorama.com. 2007년 7월 9일에 원본 문서에서 보존된 문서. 2015년 7월 5일에 확인함.
40. ↑  “TV 新宿スワン　歌舞伎町スカウトサバイバル - allcinema” (일본어). Allcinema. 2011년 8월 17일에 원본 문서에서 보존된 문서. 2015년 7월 5일에 확인함.
41. ↑  “Shinjuku swan (TV Series 2007– ) - IMDb” (영어). IMDb. 2015년 7월 5일에 원본 문서에서 보존된 문서. 2015년 7월 5일에 확인함.
42. ↑  “Asami Yuma fan: Yuma in Yakuza 2” (영어). Asamiyumafan.com. 2012년 7월 18일에 원본 문서에서 보존된 문서. 2015년 7월 6일에 확인함.
43. ↑  “Behind The Voice Actors - Voice Of Yuma” (영어). BTVA. 2015년 7월 6일에 원본 문서에서 보존된 문서. 2015년 7월 6일에 확인함.
44. ↑  “Idol Yakyuken DX Portable - Preorder” (영어). ncsx.blogspot.kr. 2015년 7월 7일에 원본 문서에서 보존된 문서. 2015년 7월 7일에 확인함.
45. 1 2  “麻美ゆま連載16: 半年で終わる予定だった「マスカッツ」” (일본어). 도쿄 스포츠. 2015년 7월 19일에 원본 문서에서 보존된 문서. 2015년 7월 19일에 확인함.
46. ↑  “Resolution 麻美ゆま ORICON STYLE” (일본어). 오리콘. 2015년 7월 6일에 원본 문서에서 보존된 문서. 2015년 7월 6일에 확인함.
47. ↑  “Yuma Asami’s first Jpop CD Resolution” (영어). Japansugoi.com. 2008년 2월 10일에 원본 문서에서 보존된 문서. 2015년 7월 6일에 확인함.
48. ↑  “CDJapan: Resolution [CD+DVD] Yuma Asami CD Album” (영어). Cdjapan.co.jp. 2015년 7월 6일에 원본 문서에서 보존된 문서. 2015년 7월 6일에 확인함.
49. ↑  “恵比寿マスカッツが来春解散「絶頂期に解散させたかった」” (일본어). 나탈리. 2012년 12월 26일. 2015년 7월 19일에 원본 문서에서 보존된 문서. 2015년 7월 19일에 확인함.
50. ↑  “TV 嬢王　Virgin - allcinema” (일본어). Allcinema. 2011년 7월 23일에 원본 문서에서 보존된 문서. 2015년 7월 5일에 확인함.
51. ↑  “ドラマ24 「嬢王 Virgin」 ： テレビ東京” (일본어). TV 도쿄. 2009년 11월 28일에 원본 문서에서 보존된 문서. 2015년 7월 5일에 확인함.
52. 1 2  “「おねマス」恵比寿マスカッツが念願のCDデビュー” (일본어). 나탈리. 2010년 1월 21일. 2010년 3월 27일에 원본 문서에서 보존된 문서. 2015년 7월 18일에 확인함.
53. ↑  “ちょいとマスカット　麻美ゆま” (일본어). TV 도쿄 (유투브). 2015년 7월 19일에 확인함.
54. ↑  “恵比寿マスカッツ公式サイト MUSCATS UNIT” (일본어). 에비스 마스캇츠. 2015년 6월 3일에 원본 문서에서 보존된 문서. 2015년 7월 6일에 확인함.
55. ↑  “恵比寿マスカッツ公式サイト BIOGRAPHY” (일본어). 에비스 마스캇츠. 2015년 6월 3일에 원본 문서에서 보존된 문서. 2015년 7월 6일에 확인함.
56. ↑  배준호 기자 (2010년 6월 7일). “日 포르노로 3D TV 소비 촉진”. 《이투데이》. 2015년 9월 7일에 원본 문서에서 보존된 문서. 2015년 9월 7일에 확인함.
57. ↑  Mariko Yasu, Maki Shiraki (2010년 6월 2일). “Porn Stars in 3-D Lure Consumers to New Sony, Panasonic TVs”. 《Bloomberg Businessweek》 (영어). 2010년 6월 5일에 원본 문서에서 보존된 문서. 2015년 7월 5일에 확인함.
58. ↑  “映画 新釈　四畳半襖の下張り - allcinema” (일본어). Allcinema. 2011년 7월 23일에 원본 문서에서 보존된 문서. 2015년 7월 6일에 확인함.
59. ↑  “Shinshaku: Yojôhan fusuma no shitabari (2010) - IMDb” (영어). IMDb. 2011년 2월 4일에 원본 문서에서 보존된 문서. 2015년 7월 6일에 확인함.
60. ↑  “新釈 四畳半襖の下張り [DVD] アダルト DVD-麻美ゆま” (일본어). 아마존. 2015년 7월 6일에 원본 문서에서 보존된 문서. 2015년 7월 6일에 확인함.
61. ↑  “映画 阿部定 ～最後の七日間～ - allcinema” (일본어). Allcinema. 2013년 6월 20일에 원본 문서에서 보존된 문서. 2015년 7월 6일에 확인함.
62. ↑  “映画 奴隷市 - allcinema” (일본어). Allcinema.net. 2013년 10월 11일에 원본 문서에서 보존된 문서. 2015년 7월 6일에 확인함.
63. ↑  “Sakura hime (2013) - IMDb” (일본어). IMDb. 2015년 7월 6일에 원본 문서에서 보존된 문서. 2015년 7월 6일에 확인함.
64. ↑  “桜姫: Movie Walker” (일본어). Walkerplus. 2015년 5월 8일에 원본 문서에서 보존된 문서. 2015년 7월 6일에 확인함.
65. ↑  “麻美ゆま連載2: ヤセてきたのに膨らみ続けるおなか” (일본어). 도쿄 스포츠. 2014년 11월 12일에 원본 문서에서 보존된 문서. 2015년 7월 8일에 확인함.
66. 1 2  “麻美ゆま連載4: 避けられない子宮全摘出…家族で号泣” (일본어). 도쿄 스포츠. 2014년 12월 2일에 원본 문서에서 보존된 문서. 2015년 7월 9일에 확인함.
67. ↑  “麻美ゆま連載3: がん告知された日に元カレと終止符” (일본어). 도쿄 스포츠. 2014년 12월 8일에 원본 문서에서 보존된 문서. 2015년 7월 9일에 확인함.
68. ↑  “麻美ゆま連載5: 手術から1週間 予想外の結果が…” (일본어). 도쿄 스포츠. 2014년 12월 2일에 원본 문서에서 보존된 문서. 2015년 7월 9일에 확인함.
69. ↑  “麻美ゆま連載6: 現実と向き合えず旅に出ることに…” (일본어). 도쿄 스포츠. 2014년 11월 24일에 원본 문서에서 보존된 문서. 2015년 7월 9일에 확인함.
70. ↑  “麻美ゆま連載7: ファンの歓声で心配が吹き飛んだ” (일본어). 도쿄 스포츠. 2014년 11월 27일에 원본 문서에서 보존된 문서. 2015년 7월 9일에 확인함.
71. ↑  “麻美ゆま連載1: 卵巣の腫瘍どう公表しようかと…” (일본어). 도쿄 스포츠. 2014년 12월 8일에 원본 문서에서 보존된 문서. 2015년 7월 9일에 확인함.
72. ↑  “Twitter: @asami_yuma” (일본어). 트위터. 2013년 10월 2일에 원본 문서에서 보존된 문서. 2015년 7월 9일에 확인함.
73. ↑  “Re Start ~明日へ~” (일본어). 아마존. 2015년 7월 11일에 원본 문서에서 보존된 문서. 2015년 7월 11일에 확인함.
74. 1 2 3  “麻美ゆま、綾小路翔からのメッセージに「生きていてよかった」と感涙” (일본어). 마이나비뉴스. 2015년 7월 11일에 원본 문서에서 보존된 문서. 2015년 7월 11일에 확인함.
75. ↑  “AV 출신 배우 이지마 아이 의문의 죽음”. 일요신문i. 2009년 1월 4일. 2015년 8월 2일에 원본 문서에서 보존된 문서. 2015년 8월 2일에 확인함.
76. ↑  “元タレント飯島愛さん死亡、都内自宅マンションで” (일본어). AFB. 2008년 12월 24일. 2015년 8월 2일에 원본 문서에서 보존된 문서. 2015년 8월 2일에 확인함.
77. 1 2  “あの元トップAV女優の危機？ファンから酷な質問連発、飯島愛との致命的な違い” (일본어). Business Journal. 2015년 5월 28일에 원본 문서에서 보존된 문서. 2015년 7월 11일에 확인함.
78. ↑  “DMM 2006年 DVD AV女優 年間ランキング ベスト100” (일본어). DMM. 2008년 2월 1일에 원본 문서에서 보존된 문서. 2015년 7월 4일에 확인함.
79. ↑  “DMM 2007年 DVD AV女優 年間ランキング ベスト100” (일본어). DMM. 2008년 1월 9일에 원본 문서에서 보존된 문서. 2015년 7월 4일에 확인함.
80. ↑  “第2回AV OPEN結果発表！アダルトビデオ日本一が決定！” (일본어). DMM. 2007년 12월 13일에 원본 문서에서 보존된 문서. 2015년 7월 5일에 확인함.
81. ↑  “JAV News – Are There Japanese Adult Video Awards Like AVN Awards in USA?” (영어). Superjav.com]. 2009년 5월 13일에 원본 문서에서 보존된 문서. 2015년 7월 5일에 확인함.
82. ↑  “Eroide Onna Matsuri 2008, SkyPerfect Adult Broadcasting Awards” (영어). Japansugoi.com. 2008년 10월 18일에 원본 문서에서 보존된 문서. 2015년 7월 5일에 확인함.
83. ↑  “Rio claims top prize at 2008 adult broadcasting awards” (영어). 도쿄 리포터. 2015년 7월 5일에 원본 문서에서 보존된 문서. 2015년 7월 5일에 확인함.
84. ↑  “AVGP2009 AVグランプリ2009 結果発表” (일본어). AV 그랑프리. 2009년 2월 23일에 원본 문서에서 보존된 문서. 2015년 7월 5일에 확인함.
85. ↑  “AV女優 人気投票 - アダルトビデオ30周年記念プロジェクト AV30 - DMM.R18” (일본어). www.dmm.co.jp. 2014년 11월 18일에 원본 문서에서 보존된 문서. 2015년 7월 5일에 확인함.
86. ↑  “小向美奈子、AV売上げ20万本突破！　妹分とのツーショットも初披露!!” (일본어). MEN'S CYZO. 2012년 1월 20일. 2015년 5월 3일에 원본 문서에서 보존된 문서. 2015년 11월 20일에 확인함.
87. ↑  “DMMアダルトアワード: 麻美ゆま 特別賞で感激 プレゼンターは大久保佳代子” (일본어). 도쿄 스포츠. 2014년 8월 23일에 원본 문서에서 보존된 문서. 2015년 7월 8일에 확인함.
88. ↑  아사미 2014, 91쪽.
89. ↑  “「全部マッコイが悪い」氣志團×マスカッツ対バンで夢実現” (일본어). 나탈리. 2011년 9월 17일. 2011년 9월 24일에 원본 문서에서 보존된 문서. 2015년 8월 4일에 확인함.
90. ↑  “恵比寿マスカッツ、衝撃の2ndシングル発売＆1stライブ開催” (일본어). 나탈리. 2010년 6월 3일. 2010년 6월 5일에 원본 문서에서 보존된 문서. 2015년 7월 18일에 확인함.
91. ↑  “恵比寿マスカッツ「チヨコレイト」PV、おねマスDXで解禁” (일본어). 나탈리. 2010년 11월 9일. 2015년 7월 18일에 원본 문서에서 보존된 문서. 2015년 7월 18일에 확인함.
92. ↑  “恵比寿マスカッツ春のニューシングル＆初のホール公演決定” (일본어). 나탈리. 2011년 2월 3일. 2015년 7월 18일에 원본 문서에서 보존된 문서. 2015년 7월 18일에 확인함.
93. ↑  “恵比寿マスカッツ、綾小路翔とコラボで“チンタスティック”” (일본어). 나탈리. 2011년 9월 8일. 2015년 7월 18일에 원본 문서에서 보존된 문서. 2015년 7월 18일에 확인함.
94. ↑  “マスカッツの親不孝な新曲＆きっす。デビュー作が同時発売” (일본어). 나탈리. 2012년 6월 27일. 2013년 3월 21일에 원본 문서에서 보존된 문서. 2015년 7월 18일에 확인함.
95. ↑  “恵比寿マスカッツ、レーベル移籍で新曲発売＆渋公リベンジ” (일본어). 나탈리. 2012년 1월 26일. 2012년 1월 29일에 원본 문서에서 보존된 문서. 2015년 7월 18일에 확인함.
96. ↑  “恵比寿マスカッツ10月に新作発売＆ハイオク満タンツアー” (일본어). 나탈리. 2012년 8월 21일. 2013년 4월 13일에 원본 문서에서 보존된 문서. 2015년 7월 18일에 확인함.
97. ↑  “恵比寿マスカッツ、待望の1stアルバム＆全国ツアー決定” (일본어). 나탈리. 2011년 4월 28일. 2011년 9월 4일에 원본 문서에서 보존된 문서. 2015년 7월 18일에 확인함.
98. ↑  “マスカッツ、ラストシングルPV＆“卒業アルバム”詳細公開” (일본어). 나탈리. 2013년 2월 20일. 2013년 2월 24일에 원본 문서에서 보존된 문서. 2015년 7월 18일에 확인함.
99. ↑  [52][90][91][92][93][94][95][96][97][98]
100. ↑  “麻美ゆま連載17: ＯＬに認知された「恵比寿マスカッツ」” (일본어). 도쿄 스포츠. 2015년 4월 21일에 원본 문서에서 보존된 문서. 2015년 7월 18일에 확인함.
101. ↑  “108人の女性ユニット「煩悩ガールズ」が渋谷109に出現” (일본어). 시부야 경제신문. 2005년 10월 9일. 2008년 3월 25일에 원본 문서에서 보존된 문서. 2015년 7월 18일에 확인함.

## 참고 문헌
- 아사미, 유마 (2014), 《Re Start ~どんな時も自分を信じて~》, 고단샤, ISBN 9784062185486
- 아사미 유마, 릴리 프랭키 (2014년 6월 16일), 《週刊 プレイボーイ 2014年 6/16号》, 슈에이샤, ASIN B00CYH0H8C
- 아사미 유마, 릴리 프랭키 (2014년 6월 23일), 《週刊 プレイボーイ 2014年 6/23号》, 슈에이샤, ASIN B00KMBE4T0